# Marge on the Lam
«Marge on the Lam» (рус. Мардж в бегах) — шестой эпизод пятого сезона «Симпсонов». Премьерный показ 4 ноября 1993 года.

## Сюжет
Рут Пауэрс берёт ненадолго шлифовальную машинку. Мардж даёт деньги на пожертвование для общественного телевидения и выиграла два билета на балет. Гомер застревает в двух торговых автоматах. Рут Пауэрс возвращает шлифовальную машинку и соглашается пойти с Мардж на балет. Прихватив её для комплекта, она неожиданно находит в Рут интересную собеседницу. Безобидная дружба оборачивается стрельбой из пистолета по антикварным консервным банкам, гонкой от всей полиции Спрингфилда на угнанной машине и падением в ущелье, забитое мусором.

## Интересные факты
- Эта серия — пародия на фильм Тельма и Луиза.